# Langues ngiri
Pour les articles homonymes, voir Ngiri.

Les langues ngiri sont des langues bantoues du groupe des langues bangi-ntomba étroitement liée au lingala et parlées en République démocratique du Congo dans l’aire de la rivière Ngiri entre l’Oubangui et le Congo. Ce groupe compte principalement des langues du groupe C.30 de la classification de Guthrie, comme le loi ou le nunu, ainsi que quelques langues C.40 ou C.10.